# چاه خدابخش (دلگان)
چاه خدابخش روستایی در دهستان دلگان بخش مرکزی شهرستان دلگان استان سیستان و بلوچستان ایران است.

## جمعیت
بر پایه سرشماری عمومی نفوس و مسکن در سال ۱۳۹۵ جمعیت این روستا ۲٬۰۴۳ نفر (۴۸۲خانوار) بوده‌است.